# Le ruote, i motori!
Le ruote, i motori! è un singolo del cantante italiano Fulminacci, pubblicato l'8 novembre 2019 come primo estratto dalla riedizione del suo primo album in studio La vita veramente per l'etichetta Maciste Dischi.

## Tracce
1. Le ruote, i motori! – 3:45

## Video musicale
Il videoclip del brano, diretto da Lorenzo Silvestri e Andrea Santaterra, è stato pubblicato contestualmente all'uscita del singolo attraverso il canale YouTube del cantante.